# 高知橋停留場
高知橋停留場（こうちばしていりゅうじょう）は、高知県高知市駅前町にあるとさでん交通駅前線の路面電車停留場。2017年（平成29年）10月より「医療法人野並会 高知病院前（いりょうほうじんのなみかい こうちびょういんまえ）」の副駅名が使用されている。

## 歴史
高知橋停留場は2001年（平成13年）に新設された停留場である。高知橋を名乗る停留場は1928年（昭和3年）のはりまや橋 - 高知駅前間の開通時に一度開業していたが、1944年（昭和19年）に廿代町通停留場（にじゅうだいまちどおりていりゅうじょう）に改称した後、1960年（昭和35年）に廃止された。
当停留場はそれから約40年後に改めて開業したものであり、かつての廿代町通停留場が復活したものと扱われることもある。

### 年表
- 1928年（昭和3年）2月16日：土佐電気によるはりまや橋 - 高知駅前間の開通に際して高知橋停留場が開業[1]。
- 1941年（昭和16年）7月12日：会社合併により土佐交通の停留場となる。
- 1944年（昭和19年）4月1日：南へ移転し廿代町通停留場に改称[1]。
- 1948年（昭和23年）6月3日：会社合併により土佐電気鉄道の停留場となる。
- 1960年（昭和35年）4月18日：廃止[1]。
- 1980年（昭和55年）11月29日：高知橋の架け替えが完了[1]。
- 2001年（平成13年）3月27日：高知橋停留場として再開業[2]。
- 2014年（平成26年）10月1日：土佐電気鉄道が高知県交通・土佐電ドリームサービスと経営統合し、とさでん交通が発足[3]。とさでん交通の停留場となる。
- 2017年（平成29年）10月1日：高知県内の鉄軌道では初となる命名権契約を高知病院との間に結び、副駅名として「医療法人野並会 高知病院前」が追加された[4]。契約は3年間の予定[4]。

## 停留場構造
軌道が道路上に敷かれた併用軌道区間にあり、当停留場も道路上にホームが設けられる。ホームは2面あり、南北方向に伸びる2本の線路を挟み込むような配置をとるが、互いのホームは斜向かいに離れている。北に高知駅方面へ向かうホーム、南に桟橋方面へ向かうホームがあり、桟橋方面のホームは橋の上に置かれている。このホームがある橋が停留場名にもなっている高知橋である。

## 停留場周辺
高知橋は江ノ口川に架かる橋梁で、当地に電車が開通する以前より県道の橋として架けられていた。1928年にはりまや橋 - 高知駅前間が開通すると橋上に軌道を敷設、道路と軌道の併用橋となった。現用の橋は1980年（昭和55年）11月に架け替えられた2代目。
- 国道32号
- 近森病院
- 「高知橋」バス停留所

## 隣の停留場
とさでん交通
駅前線
蓮池町通停留場 - 高知橋停留場 - 高知駅前停留場